# Бартл-Фрир
Бартл-Фрир (англ. Mount Bartle Frere) — гора в Австралии, высшая точка штата Квинсленд (1611 метров). Названа в честь Генри Бартла Фрира, британского колониального администратора.
Бартл-Фрир находится в северо-восточной части штата Квинсленд в 50 км к югу от Кэрнса. Расположена на территории национального парка Вурунуран. Является частью хребта Белленден-Кер. Высота горы составляет 1611 метров, что делает её высшей точкой Квинсленда. Склоны горы покрыты тропическими лесами. Среднегодовое количество осадков здесь составляет 8000 мм.